# Muzeum Dulag 121
Muzeum Dulag 121 – muzeum w Pruszkowie, utworzone w 2010 roku, dokumentujące historię niemieckiego obozu przejściowego Dulag 121 oraz losy mieszkańców Warszawy wypędzonych z miasta w czasie powstania 1944 roku. Muzeum stanowi samorządową instytucję kultury powiatu pruszkowskiego. Mieści się na obrzeżach dawnych Zakładów Naprawczych Taboru Kolejowego (obecnie Millennium Logistic Park) w specjalnie na ten cel zaprojektowanym budynku.

## Historia
6 sierpnia 1944 na terenie nieczynnych Zakładów Naprawczych Taboru Kolejowego w Pruszkowie okupanci niemieccy zorganizowali obóz przejściowy dla polskiej ludności cywilnej, znany pod nazwą Durchgangslager 121 (Dulag 121). W obozie gromadzono mieszkańców Warszawy i okolicznych miejscowości, wypędzanych z domów w trakcie oraz po zakończeniu powstania warszawskiego. Dulag 121 funkcjonował do połowy grudnia 1944, a w formie szczątkowej – do 16 stycznia 1945. Część badaczy ocenia, że przez obóz pruszkowski mogło przejść w tym okresie nawet 650 000 osób – w tym 550 000 warszawiaków oraz 100 000 mieszkańców miejscowości podwarszawskich (podobne dane podaje Muzeum Dulag 121). Nowsze źródła szacują natomiast liczbę więźniów obozu na ok. 390 000 – 410 000 osób . Na skutek ran i chorób, wyczerpania, prymitywnych warunków bytowych oraz z rąk strażników poniosło śmierć od kilkuset do kilku tysięcy osadzonych. Dziesiątki tysięcy ludzi po krótkim pobycie w obozie wywieziono na roboty przymusowe w głąb Rzeszy lub zesłano do obozów koncentracyjnych. Kilkaset tysięcy osób niezdolnych do pracy (chorych, starców, dzieci, kobiety) Niemcy wysiedlili natomiast na tereny Generalnego Gubernatorstwa i pozostawili bez jakichkolwiek środków do życia. Polskie Państwo Podziemne, legalnie działające instytucje charytatywne (RGO, PCK) oraz Kościół katolicki zorganizowały zakrojoną na szeroką skalę akcję pomocy więźniom Dulagu 121, w którą masowo włączyła się ludność Pruszkowa oraz okolicznych miejscowości. Dzięki tym działaniom udało się ocalić życie tysiącom wygnańców.
W 1947 na terenie zakładów wzniesiono pierwszą tablicę upamiętniającą Dulag 121 i jego ofiary. Z kolei 28 kwietnia 1990 odsłonięto tam pomnik zaprojektowany przez profesora Oskara Hansena, złożony z jedenastu symbolicznych elementów. Od 1994 pod pomnikiem corocznie odbywają się uroczystości rocznicowe. W 1995 na terenie ZNTK odsłonięto jeszcze niewielki pomnik poświęcony żołnierzom WP, których po klęsce wrześniowej przetrzymywano w prowizorycznym obozie jenieckim zorganizowanym na terenie pruszkowskich zakładów. Na początku lat 90. zrodził się również pomysł budowy muzeum Dulag 121, mającego w zamyśle upamiętnić martyrologię więzionych w obozie mieszkańców Warszawy oraz stanowić wyraz wdzięczności dla ludności Pruszkowa i okolic za poświęcenie i ofiarność w niesieniu pomocy wypędzonym. Z uwagi na szereg trudności natury finansowej i formalnej prace rozpoczęły się jednak dopiero po upływie kilkunastu lat. W międzyczasie rozważano kilka wariantów lokalizacji planowanego muzeum – m.in. zaadaptowanie na ten cel części Hali nr 5 leżącej na terenie zakładów lub umieszczenie muzeum w przedwojennej wartowni przy głównej bramie ZNTK. Ostatecznie zwyciężyła koncepcja budowy całkowicie nowego pawilonu.
Głównym inicjatorem i organizatorem projektu budowy Muzeum Dulag 121 były władze powiatu pruszkowskiego, a w szczególności starosta Elżbieta Smolińska. 2 października 2009 podpisano akt erekcyjny oraz wmurowano kamień węgielny. Pod koniec 2009 roku powstał także Komitet Honorowy Budowy Muzeum Dulag 121, w którego skład weszli m.in. przedstawiciele władz samorządowych Pruszkowa, Warszawy i województwa mazowieckiego oraz reprezentanci środowisk kombatanckich. Na czele komitetu stanął ówczesny marszałek Sejmu Bronisław Komorowski. Z kolei 15 czerwca 2010 starosta pruszkowski podpisał porozumienie z dyrekcją Muzeum Powstania Warszawskiego w sprawie współpracy przy tworzeniu Muzeum Dulag 121. 
Uroczyste otwarcie muzeum nastąpiło w dniu 1 października 2010 – w przeddzień 66. rocznicy kapitulacji powstania warszawskiego.

## Ekspozycja

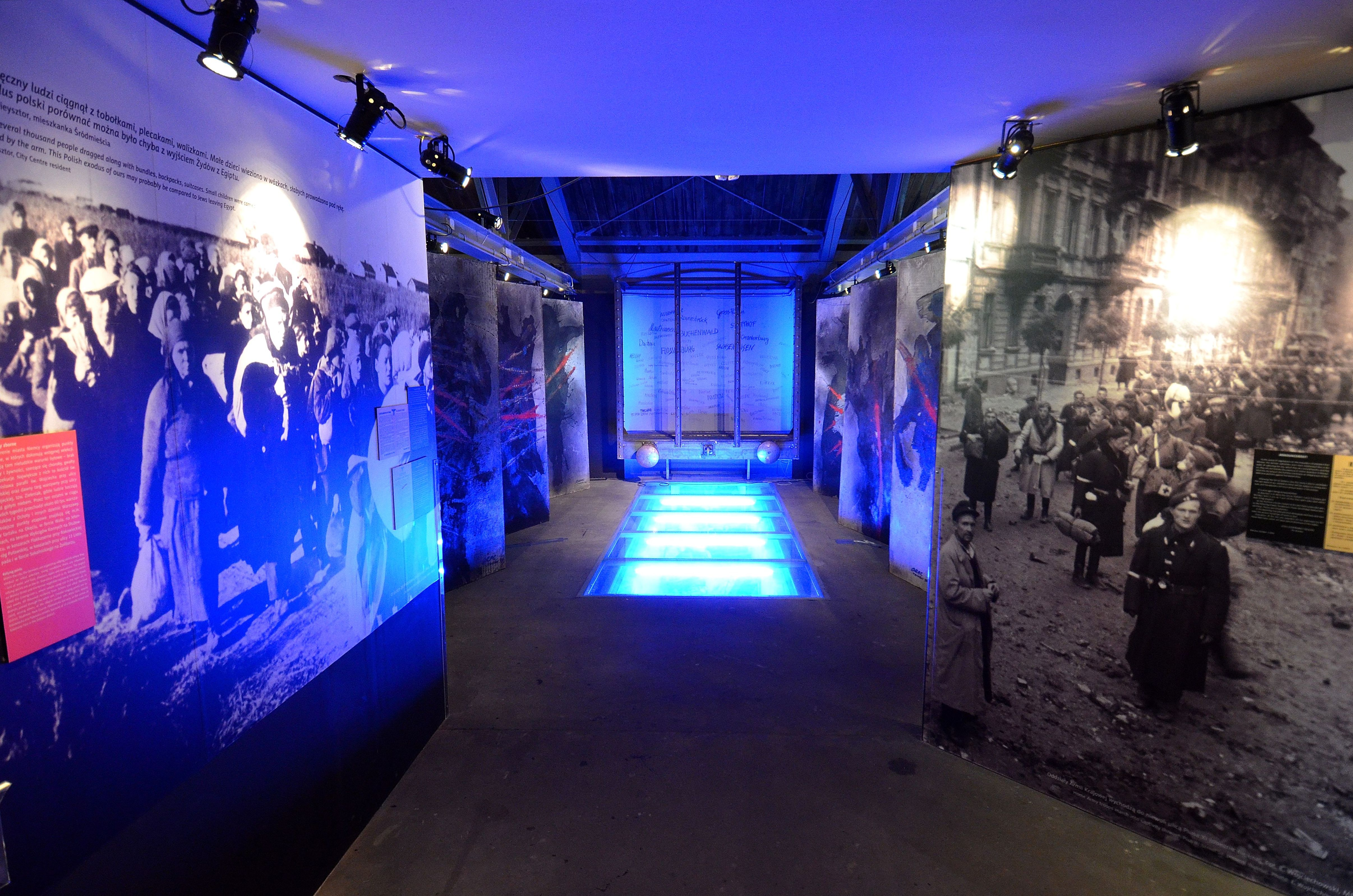
Fragment ekspozycji

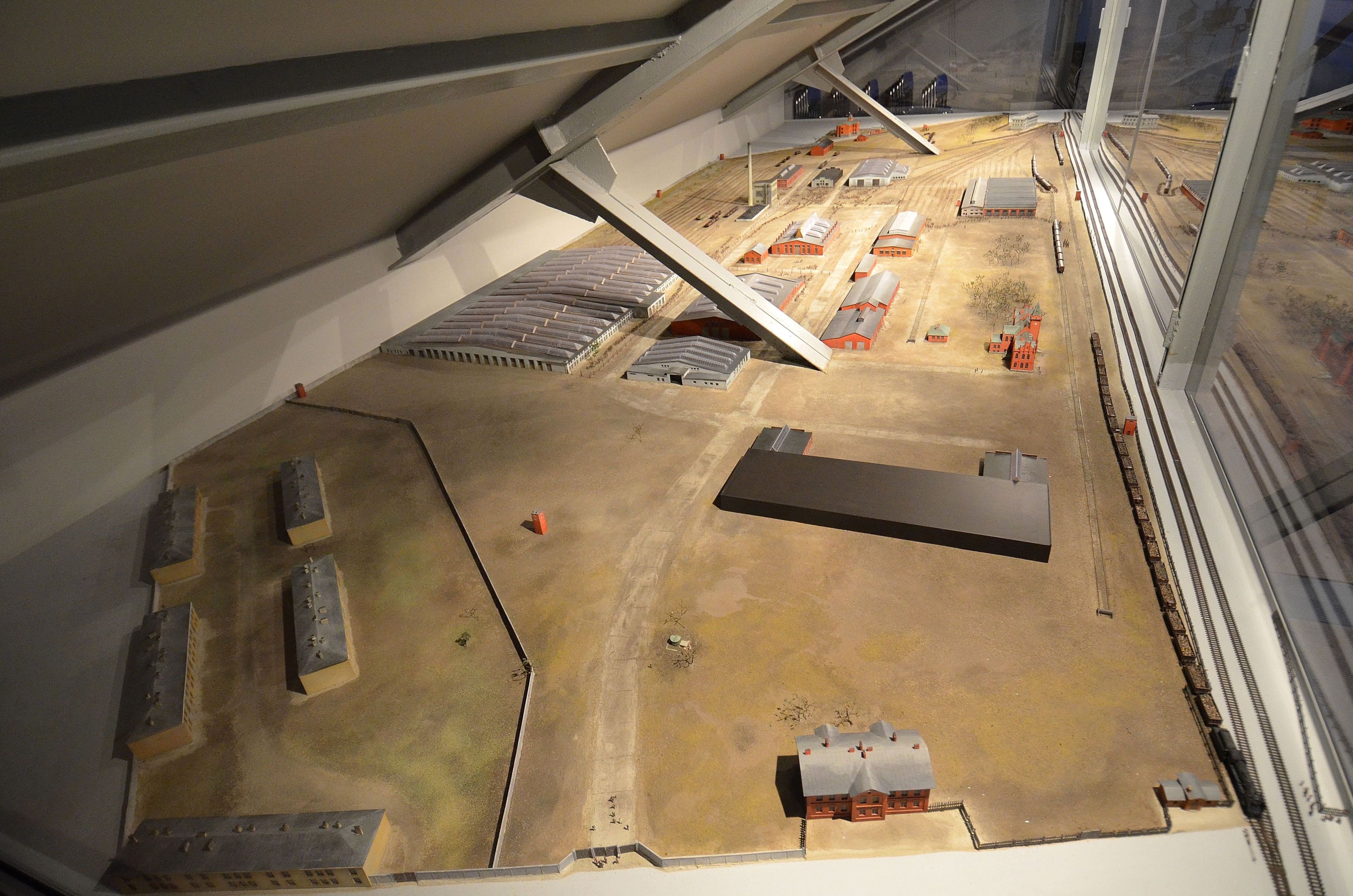
Makieta obozu

Muzeum Dulag 121 znajduje się przy ul. 3 Maja 8a w Pruszkowie, na obrzeżach byłych Zakładów Naprawczych Taboru Kolejowego (obecnie Millennium Logistic Park). Mieści się w specjalnie na ten cel wybudowanym budynku, zaprojektowanym przez Adama Misiorowskiego. Ekspozycja została przygotowana przez zespół pracowników Muzeum Powstania Warszawskiego. Autorem założeń programowych jest Jan Ołdakowski.
Ekspozycja Muzeum Dulag 121 składa się z pięciu części, poświęconych: 
- powstaniu warszawskiemu;
- wysiedleniu ludności Warszawy;
- funkcjonowaniu Dulagu 121;
- pomocy niesionej więźniom obozu;
- ostatniemu okresowi działalności obozu[8][9].

Większa część ekspozycji znajduje się na parterze budynku. Na piętrze umiejscowiono natomiast makietę obozu (wykonaną w skali 1:160) oraz kino, w którym wyświetlane są filmy i zapętlona prezentacja fotografii. Jednym z elementów scenograficznych ekspozycji jest replika rowu rewizyjnego, wypełnionego przedmiotami, które wypędzeni przynosili ze sobą do obozu (walizkami, tobołkami z pościelą i odzieżą, naczyniami, dziecięcymi zabawkami). W pobliżu podobnych kanałów – znajdujących się wewnątrz hal produkcyjnych ZNTK, nierzadko wypełnionych odpadkami i robactwem – musieli rozlokowywać się przywiezieni do obozu warszawiacy. W muzeum znajduje się także replika fragmentu wagonu bydlęcego, wykorzystywanego do wywożenia więźniów z obozu. Ekspozycja ma charakter multimedialny, lecz przy jej tworzeniu wykorzystano szereg autentycznych przedmiotów i dokumentów. Zwiedzający mają możliwość zapoznania się z licznymi fotografiami, dokumentami, mapami, wycinkami prasowymi oraz relacjami świadków utrwalonymi w formie elektronicznej.
Wśród najważniejszych eksponatów będących w posiadaniu muzeum znajdują się m.in.:
- oryginalna opaska pracownika kuchni obozowej;
- kubek i łyżki, należące do więźniów obozu;
- klucze, które warszawiacy wywożeni w głąb Rzeszy demonstracyjnie wyrzucali na rampę kolejową (zbierane w 1944 roku przez 6-letniego Andrzeja Slaskiego);
- odręczny list Jarosława Iwaszkiewicza dotyczący losu przedstawicieli polskiej elity kulturalnej osadzonych w Dulagu 121;
- ołowiane żołnierzyki należące do dziecka więzionego w obozie[8][9].

## Otoczenie
- Zakłady Naprawcze Taboru Kolejowego Pruszków